# Жаклін Еванс

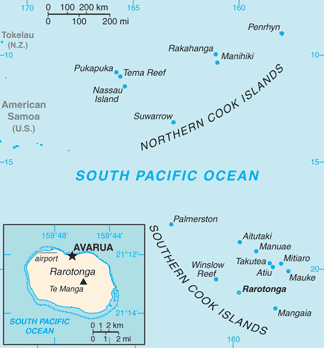
Острови Кука

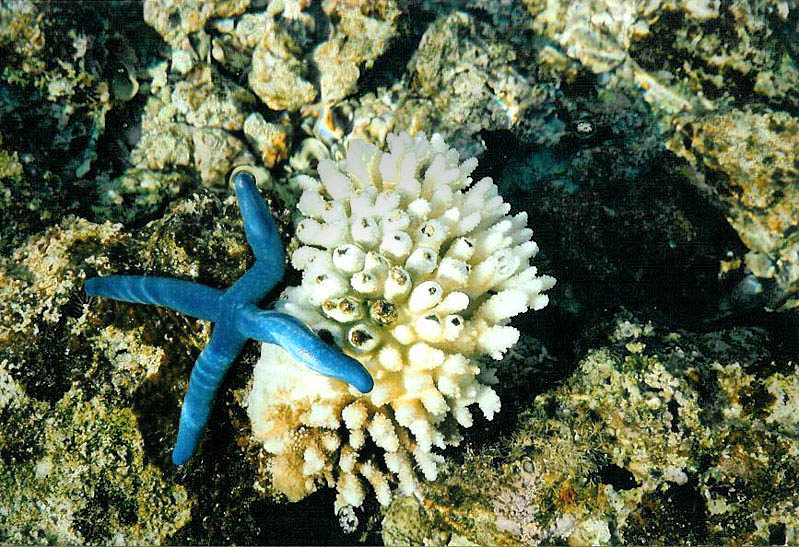
Риф островів Кука

Жаклін (Жаккі) Еванс (нар. 1971 р.) — охорониця морської природи з Островів Кука. Її зусилля щодо захисту морського середовища навколо островів увінчалися успіхом у липні 2017 року, коли уряд створив морський парк Марае Моана. Він передбачав стале управління 763 000 квадратних миль (1,98 млн км2) океанської території, включаючи ще 15 високозахищених зон відчуження, що охоплюють 125 000 (324 000 км2). На знак визнання її зусиль у квітні 2019 року Еванс була однією з шести екологів та екологинь, які були нагороджені екологічною премією Goldman.

## Раннє життя та освіта
Жаклін Еванс, яка народилася на початку 1970-х років, була дочкою Мереани Генрі з Островів Кука та Роджера Еванса з Англії. Вона виросла в Мастертоні, Нова Зеландія, разом зі своїми шістьма старшими братами і сестрами. Коли їй було 15, вона разом з батьками переїхала на Острови Кука. Вони оселилися в Тупапі на острові Раротонга, де вона закінчила шкільну освіту в коледжі Тереора. З 1993 року вона навчалася в Університеті Південно-Тихоокеанського регіону на Фіджі, де у 1995 році отримала ступінь бакалаврки екологічних досліджень. Пізніше вона отримала ступінь магістерки географії в Гавайському університеті в Маноа (2001–2004).

## Кар'єра
Інтерес Еванс до морського життя почався, коли вона 16-річною їздила на шкільні екскурсії до майже лагуни. Під час підводного плавання вона була вражена красою коралів і різнокольорових риб. Тоді вона вирішила стати захисницею моря.
Після того, як вона спершу попрацювала офіцеркою з рибальства, вона влаштувалася до Служби охорони Островів Кука. У 2005 році вона приєдналася до Міністерства охорони здоров’я, де контролювала вплив стічних вод на морське середовище. Через п’ять років вона була призначена програмною менеджеркою екологічної неурядової організації Te Ipukarea Society, яка підтримувала зв’язки з державними установами щодо розробки конструкцій морського парку. Метою було досягнення балансу між використанням природних ресурсів і потребами збереження.
Прагнучи заручитися громадською підтримкою морського парку, вона багато подорожувала островами з урядовими експертами та експертами неурядових організацій, зміцнюючи довіру з місцевими громадами. Працюючи з юридичним радником, вона організувала конкурс, який призвів до вибору назви парку «Marae Moana» (Священний океан). Вона також виграла від співпраці з Кевіном Айро, колишнім гравцем в регбі та члена туристичної ради.
Незважаючи на низку перешкод, 13 липня 2017 року уряд ухвалив Закон Марае Моана, який охоплює стале управління океанською територією Островів Кука. Тепер Еванс взяв на себе відповідальність за проєкт як директор Координаційного офісу Марае Моана, який наглядає за його реалізацією.
На знак визнання її досягнень у квітні 2019 року Жаклін Еванс була нагороджена екологічною премією Goldman за роботу над збереженням морського біорізноманіття та захистом традицій острова Кука.
У січні 2020 року вона заснувала Фонд Моана для підтримки неурядових організацій на Островах Кука.

## Зовнішні посилання
- Профіль Жаклін Еванс на LinkedIn